# パウロ・セザール・ヴィエイラ・ローザ
パウリーニョ・マクラーレン（Paulinho McLaren）こと、パウロ・セザール・ヴィエイラ・ローザ（Paulo César Vieira Rosa、1963年9月28日 - ）は、ブラジル・サンパウロ州・イガラス・ド・チエテ出身の元サッカー選手、サッカー指導者。ポジションはフォワード。日本ではパウリーニョ（Paulinho）の登録名だった。

## 来歴
サントスFC在籍時の1991年には15得点を挙げ、ブラジル全国選手権得点王に輝く。Jリーグのベルマーレ平塚では振るわず、10試合2得点に終わった。

## 所属クラブ
- 1981年 - 1984年  バンデイランテEC（ポルトガル語版）
- 1985年  セラ・ネグラFC（ポルトガル語版）
- 1986年  GEサンカルレンセ
- 1987年  コメルシアウFC（ポルトガル語版）
- 1988年  バレトスEC（ポルトガル語版）
- 1989年  CAヴォトゥポランゲンセ
- 1989年  アトレチコ・パラナエンセ
- 1989年  フィゲイレンセFC
- 1989年 - 1992年  サントスFC
- 1992年 - 1993年  FCポルト
- 1993年 - 1994年  SCインテルナシオナル
- 1994年 - 1995年  アソシアソン・ポルトゥゲーザ・ジ・デスポルトス
- 1995年 - 1996年  クルゼイロEC
- 1996年2月 - 9月  ベルマーレ平塚
- 1997年  アソシアソン・ポルトゥゲーザ・ジ・デスポルトス
- 1997年  フルミネンセFC
- 1998年  アトレチコ・ミネイロ
- 1998年  マイアミ・フュージョン
- 1999年  サンタクルスFC

## 個人成績
| 国内大会個人成績 | 国内大会個人成績 | 国内大会個人成績 | 国内大会個人成績 | 国内大会個人成績 | 国内大会個人成績 | 国内大会個人成績 | 国内大会個人成績 | 国内大会個人成績 | 国内大会個人成績 | 国内大会個人成績 | 国内大会個人成績 |
| 年度             | クラブ           | 背番号           | リーグ           | リーグ戦         | リーグ戦         | リーグ杯         | リーグ杯         | オープン杯       | オープン杯       | 期間通算         | 期間通算         |
| 年度             | クラブ           | 背番号           | リーグ           | 出場             | 得点             | 出場             | 得点             | 出場             | 得点             | 出場             | 得点             |
| 日本             | 日本             | 日本             | 日本             | リーグ戦         | リーグ戦         | リーグ杯         | リーグ杯         | 天皇杯           | 天皇杯           | 期間通算         | 期間通算         |
| ---------------- | ---------------- | ---------------- | ---------------- | ---------------- | ---------------- | ---------------- | ---------------- | ---------------- | ---------------- | ---------------- | ---------------- |
| 1996             | 平塚             | -                | J                | 10               | 2                | 7                | 5                |                  |                  |                  |                  |
| 通算             | 日本             | 日本             | J                | 10               | 2                | 7                | 5                |                  |                  |                  |                  |
| 総通算           | 総通算           | 総通算           | 総通算           | 10               | 2                | 7                | 5                |                  |                  |                  |                  |

## 指導歴
- 2008年 - 2011年  リオ・クラロFC
- 2011年  SEイタピレンセ
- 2012年  リオ・クラロFC
- 2012年  ウニオン・サンジョアンEC
- 2012年 - 2013年  カピヴァリアーノFC
- 2013年  ECタウバテ
- 2013年  アル・タエーFC
- 2014年  ECタウバテ
- 2015年  ウベルランジアEC
- 2015年  サン・ジョゼEC
- 2017年  ECタウバテ
- 2018年  バレトスEC
- 2018年  AAフランカーナ
- 2019年 -  ECタウバテ